# Blackstrap (ancienne circonscription fédérale)
Pour les articles homonymes, voir Blackstrap.
Circonscription électorale fédérale du Canada
Blackstrap est une ancienne circonscription électorale fédérale canadienne dans la province de la Saskatchewan. Elle comprenait la portion sud-est de la ville de Saskatoon ainsi qu'une région rurale au sud-est de la ville.
Les circonscriptions limitrophes étaient Saskatoon—Rosetown—Biggar, Saskatoon—Humboldt, Regina—Qu'Appelle, Regina—Lumsden—Lake Centre et Cypress Hills—Grasslands.

## Résultats électoraux
|       | Candidat          | Parti        | # de voix | % des voix |
|       | (x) Lynne Yelich  | Conservateur | +23 280,  | 54,4 %     |
|       | Deborah J. Walker | Libéral      | +02 713,  | 6,34 %     |
|       | Darien Moore      | NPD          | +15 769,  | 36,85 %    |
|       | Shawn Setyo       | Vert         | +01 033,  | 2,41 %     |
| Total | Total             | Total        | 42 795    | 100 %      |

|       | Candidat         | Parti        | # de voix | % des voix |
|       | (x) Lynne Yelich | Conservateur | +20 746,  | 53,95 %    |
|       | Deb Ehmann       | Libéral      | +05 509,  | 14,33 %    |
|       | Patti Gieni      | NPD          | +09 876,  | 25,68 %    |
|       | Imre Pallagi     | Vert         | +02 325,  | 6,05 %     |
| Total | Total            | Total        | 38 456    | 100 %      |

## Historique
La circonscription fut créée en 1996 à partir des circonscriptions de Mackenzie, Moose Jaw—Lake Centre, Saskatoon—Dundurn et Saskatoon—Humboldt.
| Législature                                                                                   | Années    | Député       | Député       | Parti               |
| --------------------------------------------------------------------------------------------- | --------- | ------------ | ------------ | ------------------- |
| Blackstrap issue de Saskatoon—Dundurn, Mackenzie, Moose Jaw—Lake Centre et Saskatoon—Humboldt |           |              |              |                     |
| 36e                                                                                           | 1997–2000 |              | Allan Kerpan | Réformiste          |
| 36e                                                                                           | 2000-2000 |              | Allan Kerpan | Alliance canadienne |
| 37e                                                                                           | 2000–2003 | Lynne Yelich |              | Alliance canadienne |
| 37e                                                                                           | 2003-2004 | Lynne Yelich |              | Conservateur        |
| 38e                                                                                           | 2004–2006 | Lynne Yelich |              | Conservateur        |
| 39e                                                                                           | 2006–2008 | Lynne Yelich |              | Conservateur        |
| 40e                                                                                           | 2008–2011 | Lynne Yelich |              | Conservateur        |
| 41e                                                                                           | 2011–2015 | Lynne Yelich |              | Conservateur        |
| Redistribuée parmi Moose Jaw—Lake Centre—Lanigan, Saskatoon—Grasswood et Regina—Qu'Appelle    |           |              |              |                     |

1. ↑  Élections Canada.